# 융메이
용메이(중국어: 咏梅, 병음: Yong Mei, 1970년 2월 14일 ~ )는 중국의 배우이다. 제69회 베를린 영화제(2019)에서 영화 《나의 아들에게》를 통해 여우주연상을 수상했다.

## 영화
- 대지진 (2010년 영화)
- 자객 섭은낭
- 정복의 신 징기즈칸

## 텔레비전
- 소환희
- 풍기낙양